# كاسي ديلاكوا
كاسي ديلاكوا (بالإنجليزية: Casey Dellacqua)‏ مواليد 11 فبراير 1985 في برث، أستراليا الغربية، هي لاعبة كرة مضرب أسترالية تلعب باليد اليسرى بدأت مسيرتها كمحترفة عام 2002 وتحتل حالياً المرتبة رقم. 44 (4 مايو 2015) في تصنيف رابطة محترفات كرة المضرب. كما أنها إحدى بطلات الجراند سلام. أعلى تصنيف لها في الفردي كان المركز الـ 26 في سنة 2014. شاركت في دورة الألعاب الأولمبية الصيفية.

## بطولات حققتها
- دورة رولان غاروس الدولي

### تصنيف تنس السيدات - فردي في 3 أكتوبر 2016
تصنيف حالي: 93228
أعلى تصنيف : 26

### أفضل تصنيف - فردي
التصنيف رقم 26
لمدة أسبوع في الفترة
من 2014/9/29 - إلى 2014/9/29

### تصنيف تنس السيدات - زوجي في 24 أبريل 2017
ترتيب حالي: 912
أعلى تصنيف : 3

### أفضل تصنيف - زوجي
التصنيف رقم 3
كان في 3 أسابيع من أصل أسبوعان في الفترة
من 2016/2/1 - إلى 2016/2/15

## روابط خارجية
- كاسي ديلاكوا على موقع رابطة محترفات التنس (الإنجليزية)
- كاسي ديلاكوا على موقع الاتحاد الدولي لكرة المضرب (الإنجليزية)
- كاسي ديلاكوا على موقع كأس بيلي جين كينغ (الإنجليزية)
- كاسي ديلاكوا على موقع اتحاد التنس الأسترالي (الإنجليزية)
- كاسي ديلاكوا على موقع خلاصة التنس.كوم (الإنجليزية)
- كاسي ديلاكوا على موقع إي إس بي إن.كوم (الإنجليزية)
- كاسي ديلاكوا على موقع اللجنة الأولمبية الدولية (الإنجليزية)
- كاسي ديلاكوا على موقع أوليمبيديا (الإنجليزية)
- كاسي ديلاكوا على موقع اللجنة الأولمبية الأسترالية (الإنجليزية)